# Imprimerie écologique
L'imprimerie écologique limite l'impact de l'imprimerie sur l'environnement.

## Imprim'Vert

Logo de la marque « Imprim'Vert »

En France, il existe depuis 1998 une marque Imprim’Vert qui a permis d'établir un cahier des charges environnemental pour les imprimeurs, et ce afin de limiter leur impact sur l'environnement. Cette marque est reconnue par l'ensemble des acteurs des industries graphiques[réf. nécessaire].
La marque Imprim’Vert est née à la suite d'une volonté de s'engager pour l'environnement. Pour obtenir ce statut, l'imprimerie doit contacter un référent Imprim’Vert qui constituera un dossier et, une fois validé, un cahier des charges que l'imprimerie devra respecter. Elle devra notamment :
- éliminer tout déchet nuisant à l'environnement ;
- ne pas utiliser de produits toxiques ;
- sécuriser les liquides dangereux stockés par l'imprimerie ;
- communiquer sur les bonnes pratiques environnementales ;
- suivre ses consommations énergétiques.

Certains imprimeurs vont encore plus loin[réf. souhaitée] :
- les papiers utilisés sont blanchis sans chlore ni dérivé de chlore ;
- les encres utilisées sont certifiées d'origine végétale ;
- le bois utilisé pour la fabrication du papier est issu de forêts gérées durablement (FSC ou PEFC).

La marque est obtenue à la suite de la vérification du respect du cahier des charges par un chargé de mission environnement conventionné par le P2i (Pôle d'innovation de l'imprimerie, gestionnaire de la marque) et à la présentation du dossier lors d'un comité d'attribution constitué de différents organismes reconnus.
Les renouvellements se font chaque année via le site internet de la marque et une visite de renouvellement est réalisée tous les 3 ans.

## Presse et imprimerie écologique
Plusieurs périodiques français, principalement chez une presse dite engagée, sont en partenariat avec des imprimeurs écologiques. Les plus représentatifs sont :
- Charlie Hebdo
- S!lence